# The Replacements (Band)
The Replacements sind eine US-amerikanische Rockband aus Minneapolis, Minnesota. Sie begannen, wie die ebenfalls aus Minneapolis stammenden Hüsker Dü, als Punkband, entwickelten sich aber mit der Zeit zu den Vorreitern des Alternative Rock. Sie werden abkürzend auch Mats (von place mat: Platzdeckchen) genannt.

## Bandgeschichte
Die Band wurde 1979 in Minneapolis als Dogbreath von Bob Stinson, seinem damals erst zwölfjährigen Halbbruder Tommy Stinson und Chris Mars gegründet. Wenig später kam Paul Westerberg dazu und die Band änderte ihren Namen in The Replacements. Die ersten Veröffentlichungen der Band, die LP Sorry Ma, Forgot To Take Out The Trash und die EP Stink, waren geprägt durch einfachen, mit drei Akkorden sich begnügenden Punkrock. Die Songs beschäftigten sich vornehmlich mit Autofahren, Besäufnissen und „Abhängen“; aber auch Liebeslieder waren vorhanden. Ihre Live-Shows waren berüchtigt, da die Band häufig betrunken und wild agierend auf der Bühne stand und oftmals ganze Sets mit Coverversionen von beispielsweise Bryan Adams oder den Beatles bestritt. Aber bereits damals begann Sänger Paul Westerberg, der auch Hauptsongschreiber der Band war, Balladen und ruhigere Lieder zu schreiben, die teilweise als B-Seiten ihrer Singles veröffentlicht wurden.
Nach ihren eher lauten Anfängen erschienen die Alben Hootenanny und Let It Be, die als Klassiker des Alternative Rock gelten. Mittlerweile war der wilde Punkrock einer eher melodischen Variante gewichen. Nachdem bisher alle Platten bei TwinTone Records aus ihrer Heimatstadt Minneapolis erschienen war, gelang es ihnen, bei Sire Records einen Plattenvertrag zu bekommen. Dort erschien, produziert von Tom Erdelyi alias Tommy Ramone, die LP Tim, welche einige Klassiker wie Kiss Me on the Bus und Bastards of Young sowie die Ballade Here comes a Regular enthält. Gitarrist Bob Stinson schied nach der Veröffentlichung von Tim wegen Drogenproblemen und kreativen Differenzen mit Paul Westerberg aus der Band aus.
Das Album Pleased To Meet Me wurde folglich als Trio aufgenommen. Slim Dunlap übernahm auf der dazugehörigen Tournee die Rolle eines Gastgitarristen und wurde nach der Tour als ständiges Mitglied aufgenommen. Die Entwicklung zu einem ruhigeren, balladesken Musikstil setzte sich auch auf dem 1989 erschienenen Album Don’t Tell A Soul fort. Mit dieser Entwicklung stellte sich auch kommerzieller Erfolg ein, ihre Single I'll Be You platzierte sich auf Platz 1 in den Billboard Modern Rock Charts. Aber nach einer katastrophalen Tournee als Vorband von Tom Petty kam es zu Streit innerhalb der Band, was dazu führte, dass das letzte Album All Shook Down von Paul Westerberg mit Studiomusikern aufgenommen wurde, aber trotzdem als Replacements-Album veröffentlicht wurde. Trotz Erfolg bei Kritikern und Käufern schied nun auch Schlagzeuger Chris Mars aus der Band aus. Am 4. Juli 1991 spielten die Replacements ihr letztes Konzert in Chicago, bei dem die Bandmitglieder während des Konzerts sukzessive durch ihre Roadies ersetzt wurden und von der Bühne verschwanden.
Paul Westerberg hat in der Folge einige Soloalben veröffentlicht und zeichnete u. a. für die Zusammensetzung des Soundtracks zu dem Film Singles – Gemeinsam einsam verantwortlich. Tommy Stinson spielte bei der kurzlebigen Band Bash & Pop und u. a. bei Guns n’ Roses. Bob Stinson spielte bis zu seinem Tod im Jahre 1995 bei der Band Static Taxi. Chris Mars ist nicht mehr musikalisch aktiv, sondern arbeitet als bildender Künstler.
Am 30. März 2006 bestätigte das Billboard Musikmagazin, dass Paul Westerberg, Tommy Stinson und Chris Mars zwei neue Songs für ihre Best-Of-Platte Don’t You Know Who I Think I Was?, welche am 13. Juni 2006 erschienen ist, aufgenommen haben. Als Schlagzeuger wurde dafür Josh Freese engagiert; Chris Mars steuerte nur Backgroundgesang bei. Slim Dunlap war nicht an den Aufnahmen beteiligt.
Für April und Mai 2015 kündigte die Band nach zwei Jahrzehnten wieder einige Konzerte in den USA an.

## Diskografie

### Alben
| Jahr | Titel                             | Höchstplatzierung, Gesamtwochen, AuszeichnungChartsChartplatzierungen (Jahr, Titel, Platzierungen, Wochen, Auszeichnungen, Anmerkungen) | Anmerkungen                                                           |
| Jahr | Titel                             | US | Anmerkungen                                                           |
| ---- | --------------------------------- | --- | --------------------------------------------------------------------- |
| 1986 | Tim                               | US183 (7 Wo.)US |                                                                       |
| 1987 | Pleased to Meet Me                | US131 (19 Wo.)US |                                                                       |
| 1989 | Don’t Tell a Soul                 | US57 (19 Wo.)US |                                                                       |
| 1990 | All Shook Down                    | US69 (14 Wo.)US |                                                                       |
| 1997 | All for Nothing / Nothing for All | US143 (1 Wo.)US | Best-of-Album                                                         |
| 2013 | Songs for Slim                    | US119 (1 Wo.)US | EP                                                                    |
| 2017 | For Sale: Live at Maxwell’s 1986  | US52 (1 Wo.)US | live aufgenommen am 4. Februar 1986 im Rock-Club Maxwell’s in Hoboken |
| 2019 | Dead Man’s Pop                    | US171 (1 Wo.)US |                                                                       |
| 2020 | The Complete Inconcerated: Live   | US187 (1 Wo.)US |                                                                       |

Weitere Alben
- 1981: Sorry Ma, Forgot to Take Out the Trash
- 1983: Hootenanny
- 1984: Let It Be
- 1985: The Shit Hits the Fans (live)
- 2006: Don’t You Know Who I Think I Was?: The Best of the Replacements (Best-of-Album)

EPs
- 1982: Stink
- 1987: The Replacements E.P.
- 1989: Inconcerated Live
- 1991: Don’t Sell or Buy, It’s Crap
- 2008: Radio Sampler

### Singles
| Jahr | Titel Album | Höchstplatzierung, Gesamtwochen, AuszeichnungChartsChartplatzierungen (Jahr, Titel, Album, Platzierungen, Wochen, Auszeichnungen, Anmerkungen) | Anmerkungen |
| Jahr | Titel Album | US | Anmerkungen |
| ---- | ----------- | --- | ----------- |
| 1989 | I’ll Be You | US51 (10 Wo.)US |             |

Weitere Singles
- 1989: Cruella DeVille
- 1989: Back to Back
- 1989: Achin’ to Be
- 1990: Merry Go Round
- 1991: Someone Take the Wheel
- 1991: When It Began